# Jianhe
Jianhe (chinesisch 剑河县, Pinyin Jiànhé Xiàn) ist ein chinesischer Kreis im Südosten der Provinz Guizhou. Er gehört zum Verwaltungsgebiet des Autonomen Bezirks Qiandongnan der Miao und Dong. Jianhe hat eine Fläche von 2.179 km² und zählt 183.400 Einwohner (Stand: Ende 2018). Sein Hauptort ist die Großgemeinde Gedong (革东镇).
Eine berühmte paläontologische Stätte liegt im Dorf Balang 八郎村 der Großgemeinde Gedong.

## Administrative Gliederung
Auf Gemeindeebene setzt sich der Kreis aus einem Straßenviertel, elf Großgemeinden und einer Gemeinde zusammen. Diese sind:
- Straßenviertel Yang'asha 仰阿莎街道
- Großgemeinde Liuchuan 柳川镇
- Großgemeinde Censong 岑松镇
- Großgemeinde Nanjia 南加镇
- Großgemeinde Nanming 南明镇
- Großgemeinde Gedong 革东镇 (Hauptort)
- Großgemeinde Panxi 磻溪镇
- Großgemeinde Taiyong 太拥镇
- Großgemeinde Jiuyang 久仰镇
- Großgemeinde Nanshao 南哨镇
- Großgemeinde Nanzhai 南寨镇
- Großgemeinde Guanyao 观么镇
- Gemeinde Mindong 敏洞乡